# NGC 4833

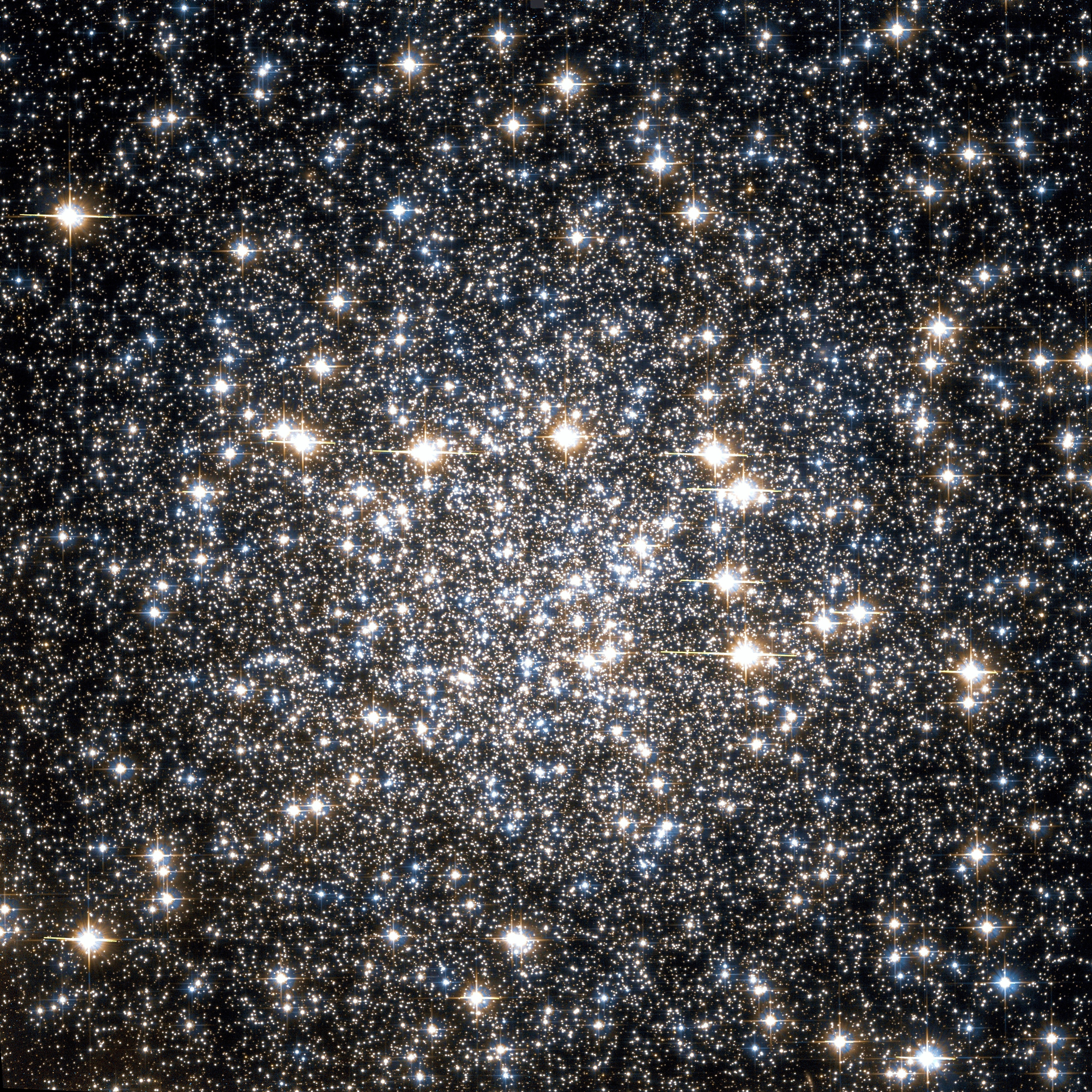
NGC 4833

NGC 4833 sau Caldwell 105 este un roi globular din constelația Musca. 